# Claude Nobs
Claude Nobs (Montreux, 4 de febrero de 1936 - Lausana, 10 de enero de 2013) fue un organizador de espectáculos suizo, fundador y director del Festival de Jazz de Montreux .

## Biografía

### Infancia y juventud
Hijo de un padre panadero y de una madre enfermera que se conocieron en la clínica Florimont de Lausana, Claude Nobs creció en Territet. A diferencia de su hermano Jean-Pierre y de su hermana Sylvia, que eran niños serios, disciplinados y estudiosos en la escuela, Claude confesaría más tarde que era salvaje y travieso, que se emborrachaba con facilidad y acumulaba tonterías.
Desde muy joven desarrolló una pasión por la música escuchando los 78 RPM sin etiquetas que su padre compraba entonces al peso. A la edad de seis años, apodado " Duke Ellington " por su padre, se divertía anotando los discos que le gustaban usando estrellas adhesivas. Según sus rankings, su preferencia ya era por el jazz .
A los 17, cuando se quejaba de levantarse de madrugada para las necesidades de la panadería familiar, su padre le dijo que eligiera una profesión. Claude eligió convertirse en cocinero y comenzó a formarse en el Hotel Schweizerhof de Basilea. Unos años más tarde, obtuvo el título honorífico de mejor aprendiz de Suiza. En ese momento, se acostumbró a escuchar todos los días el programa de radio Para los que aman el Jazz, conducido por  Franck Ténot y Daniel Filipacchi en Europa 1. Este programa se convierte para él en una verdadera escuela de música a través de la cual conoce mejor a Ray Charles, John Coltrane o Joe Turner.
Terminada su formation, trabajó un tiempo en el Centro de Congresos de Zúrich donde, entre la preparación de dos platos, se colaba discretamente en el backstage de la sala de conciertos para escuchar, por ejemplo, a Duke Ellington, Count Basie o Ella Fitzgerald, artistas la mayoría de los cuales no le eran desconocidos gracias a los registros que poseía su padre.

### Carrera profesional
Claude Nobs luego regresó a Montreux para continuar su formación en la Escuela hotelera de Lausana. Deseoso de profundizar sus conocimientos en finanzas, trabajó durante un tiempo en un banco y, en sus ratos libres, también participó en la creación de la sección local de los scouts, la Brigada de Saleuscex.
Fue entonces cuando Raymond Jaussi, director de la oficina de turismo de Montreux, se fijó en él y le ofreció unirse a su equipo como contador. Raymond, que detectó de inmediato el espíritu innovador de Nobs, le confió rápidamente la organización de eventos para la ciudad de Montreux. Claude se reencuentra así con su primera pasión, la música, organizando conciertos dentro de la Asociación de la Juventud de Montreux de la que es uno de los fundadores, luego desde 1961 para el Festival de la Rosa de Oro.
Así, en 1964, Claude se dirigió al aeropuerto de Ginebra al volante de su viejo coche en busca de los artistas de la velada, un joven grupo que se hacía llamar The Rolling Stones y que actuaba, esa noche, allí, por primera vez fuera de Gran Bretaña. Un año antes, con motivo de la edición del Festival de la Rosa de Oro, que iba a tener lugar del 29 de abril al 4 de mayo de 1963, había viajado a Londres para conocer a los Beatles y le propuso a la Televisión suiza romanda, que organizaba el Festival, que los invitara a participar; el canal se había negado con el pretexto de que no eran lo suficientemente conocidos. Cabe señalar que los Beatles no experimentaron el éxito hasta principios de 1963, con la canción titulada Please Please Me. Hasta entonces, solo habían tenido un éxito mixto con su sencillo debut, Love Me Do, lanzado en 1962. Claude Nobs dijo sobre este tema :

En una pequeña oficina de Carnaby Street, saqué mis folletos, les mostré lo que era esta Rosa de Oro, donde la BBC había ganado un premio el año anterior. Estaban todos allí, John, Paul, Ringo que es uno de los hombres más divertidos del mundo, y George que estaba radiante como un ángel. Con Brian Epstein, su mánager, dijeron 'vale, vamos'. De vuelta a Suiza, el jefe de entretenimiento de Televisión suiza romanda rechazó: "¿Los Beatles? No son lo suficientemente famosos". Todos ellos pasaron a actuar por separado. Pero al año siguiente, los Stones tocaron en Montreux.

Inmediatamente, Claude decide dejar su puesto de contable en la oficina de turismo para dedicarse por completo a los diversos eventos que se organizan en Montreux y, por tanto, comienza a viajar por Europa y el extranjero para promover el turismo en la región.
En 1965, durante su primer viaje a Nueva York en representación de la oficina de turismo de Montreux, se presentó espontáneamente en las oficinas de Atlantic Records, la dirección que figura en los discos de su sello discográfico favorito, y pidió ver a los hermanos Ahmet Ertegün y Nesuhi Ertegün, directores del sello. Al no haber hecho una solicitud de reunión de antemano, se le negó, pero insistiendo enérgicamente mientras explicaba que venía de Suiza para reunirse con ellos, como por milagro, este argumento terminó por convencer a Nesuhi Ertegün para que lo recibiera, habiendo sido su padre embajador de Turquía en Berna durante varios años. Cuando Claude le contó a Nesuhi Ertegün su proyecto de crear un festival de jazz en Montreux, éste se entusiasmó y le ofreció su apoyo. Inmediatamente nació una gran complicidad entre los dos hombres, que se fue fortaleciendo con el tiempo. Este episodio, que muestra la audacia y la pasión de Claude Nobs por la música jazz, marca el comienzo de una hermosa amistad y un momento decisivo para la historia del festival de jazz, así como para la ciudad de Montreux y sus alrededores.

### Muerte
El 24 de diciembre de 2012, Claude Nobs sufrió un grave problema de salud durante una salida de esquí de fondo cerca de su casa. Sumergido en coma, murió a la edad de 76 ans años el 10 de enero en Lausana, donde fue hospitalizado. Mathieu Jaton, entonces secretario general, fue designado el 15 de enero de 2013 para sucederle como director general del festival.

## Homenajes
- Claude Nobs es el " claude funky "citado en el segundo verso de Humo sobre el agua (“ Funky Claude entraba y salía corriendo / Sacando niños del suelo "), la canción del grupo británico de hard rock Deep Purple estrenada en 1972 que relata el incendio del casino de Montreux ocurrido el 4 de diciembre de 1971.
- El 19 de julio de 2013 , el municipio de Montreux anuncia la creación de la Avenida Claude Nobs, que ocupa parte de la Grand-Rue. El nombre entró en vigor el 1 de octubre de 2013.[7]

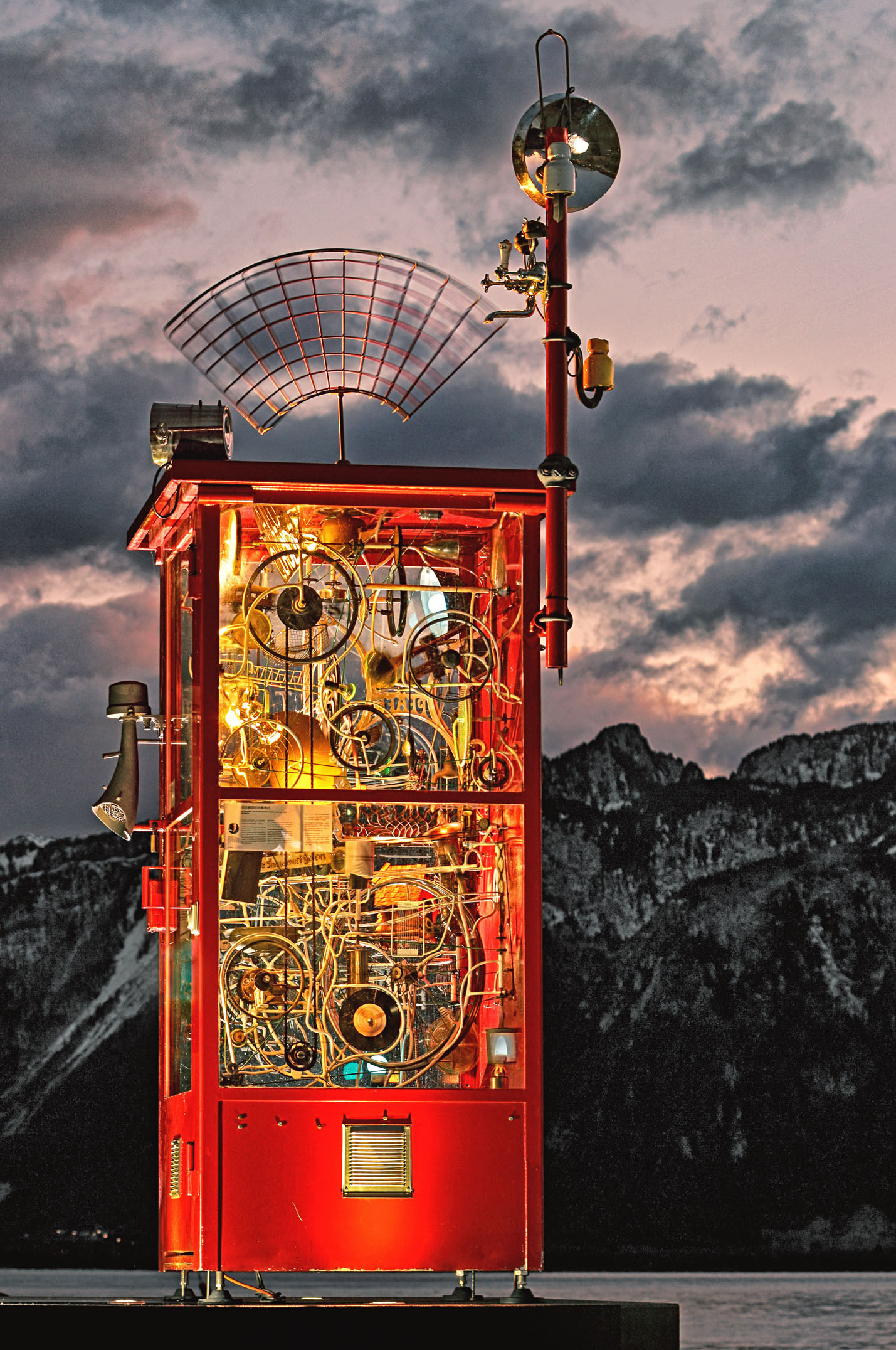
Cabina Aló Claude, escultura cinética de Pascal Bettex en homenaje a Claude Nobs

- En el marco de la edición del año 2013 de la Bienal de Arte de Montreux, el escultor suizo Pascal Bettex creó una obra en homenaje a Claude Nobs titulada “Aló Claude”. Está instalada en la parte inferior de la Place du Marché, junto a la estatua de Freddie Mercury, lo que permite a los transeúntes y visitantes extranjeros grabar mensajes audiovisuales para Claude Nobs.[8]

- La Fundación Claude Nobs, fundada en el 2014 y presidida por Thierry Amsallem, se crea para mantener viva la memoria de Claude Nobs, fundador del Festival de Jazz de Montreux, y para preservar, proteger y exhibir su obra, en particular su patrimonio musical y artístico. . . Claude Nobs ha compilado numerosas colecciones, incluido un conjunto audiovisual de grabaciones de conciertos del Festival de Jazz de Montreux. Esta colección, que abarca el período 1967-2012, figura en el registro de la Memoria del Mundo de la UNESCO con el título El Festival de Jazz de Montreux: el legado de Claude Nob.[9]

### Premios y reconocimientos
- 2004 :
  - la revista Time le otorgó el título de " European Hero ".
  - la Fundación de la Cultura de Vaud le otorga el "premio de la proyección" por su aporte a la música.
- 2006 :
  - recibe el premio Downbeat Lifetime Award que premia a las personalidades que han contribuido significativamente al desarrollo y al reconocimiento del jazz en todo el mundo. Es, hasta la fecha, el único europeo en haber obtenido este título.
  - 1.º de abril: recibe el título académico de doctor honoris causa de la Escuela Politécnica Federal de Lausana que premia su audacia, su gusto por el riesgo, su espíritu emprendedor y su extraordinaria fuerza innovadora.
  - 12 de diciembre : Claude Nobs es elevado al rango de Comendador de la Orden de las Artes y las Letras[10]
- 2007 :
  - es honrado como "Burgués de Honor" de Montreux.
  - 22 de enero : premio de "Persona del año" otorgado por el MIDEM (Mercado Internacional del Disco y la Edición Musical) en homenaje a su trayectoria.
- 2008 : obtiene el "Premio Herbert" por Gossweiler Media AG que destaca a personalidades que han contribuido al desarrollo y a la valorización de la zona alpina.
- 2011 :
  - Premio Arthur para el Festival de Jazz de Montreux en la 23 Conferencia internacional de música en vivo en Londres.
  - 19 de abril : obtiene, en reconocimiento a su trayectoria, el Premio Xaver de la Asociación de organizadores de eventos y demostraciones.
  - 29 de abril : Premio Jazzahead Skoda en la Feria de profesionales del jazz de Bremen en Alemania .

## Claude Nobs y el Festival de Jazz de Montreux

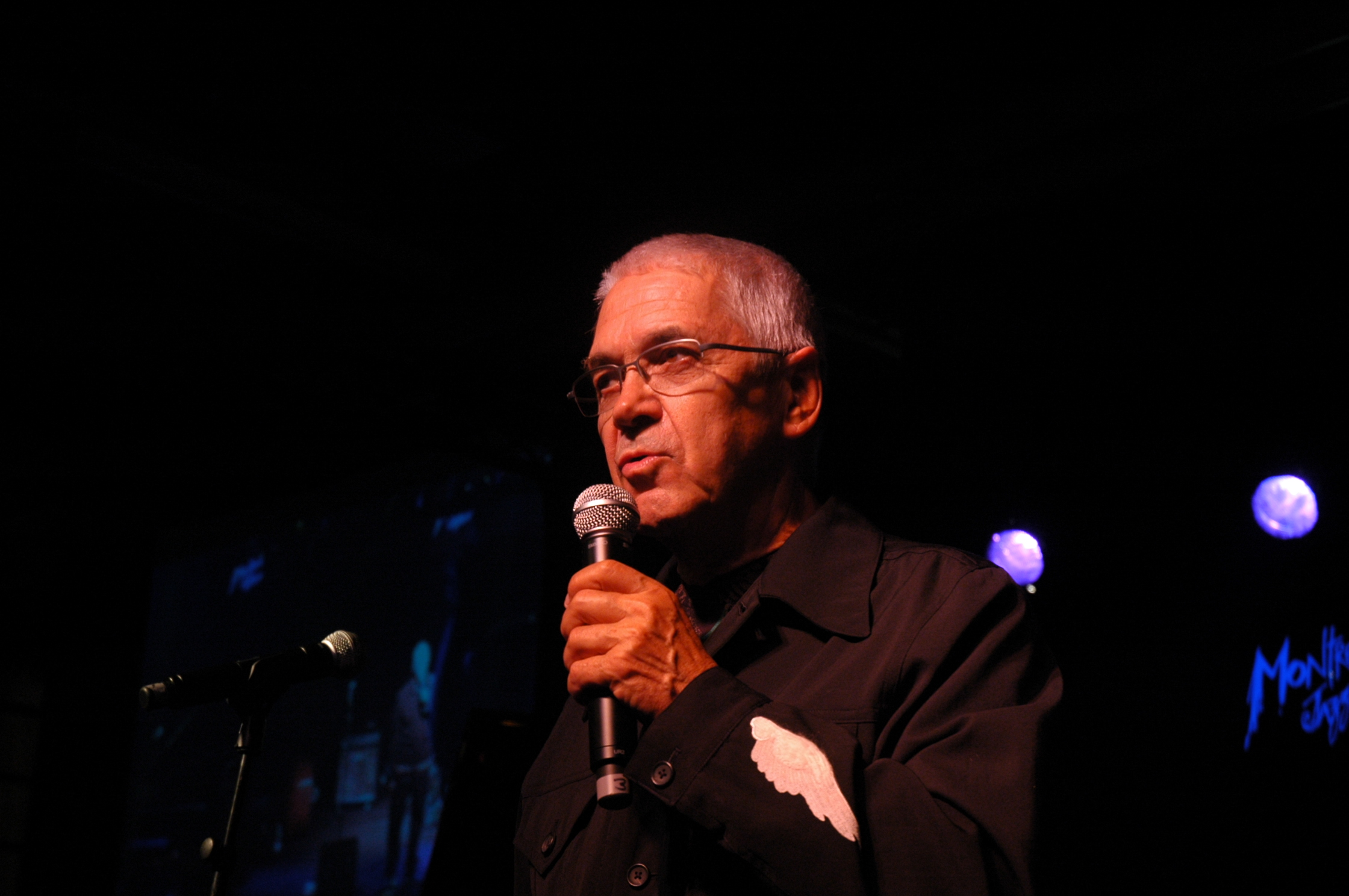
Claude Nobs, Deep Purple

En 1967, Claude Nobs coorganizó con el pianista  Géo Voumard y el periodista  René Langel la primera edición del Festival de Jazz de Montreux con un presupuesto de 10000 francos suizos. Luego, el festival se llevó a cabo durante tres días y fue inmediatamente un gran éxito. Dos años más tarde, Nobs abrió el festival a la música rock con la banda Ten Years After, recibiendo fuertes críticas de los puristas. Al mismo tiempo, comenzó a organizar conciertos mensuales de artistas como Pink Floyd, Chicago o Santana, convirtiendo así a Montreux en la meca de la música pop .
En 1971, trajo a Aretha Franklin ; una fotografía los inmortalizó uno al lado del otro.
Ese mismo año, el incendio en el casino durante el concierto de Frank Zappa inspiró al grupo Deep Purple a producir el famoso éxito Smoke on the Water y dotó a Claude Nobs de su apodo " funky claude "quien en la letra de la canción "estaba corriendo dentro y fuera", es decir "corrieron de adentro hacia afuera para evacuar a los jóvenes ". Es además él quien ayudará al grupo a encontrar nuevos lugares para que pueda terminar la grabación de su disco Machine Head .
En 1973, Nobs fue nombrado director europeo de relaciones artísticas del grupo WEA, que combina los sellos Warner Music Group, Elektra y Atlantic . Ese año conoció a Miles Davis en el Festival de Jazz de Newport y lo invitó a presentarse en Montreux.
En 1976, decidió cambiar el nombre del festival, que ya no estaba dedicado únicamente al jazz, "Festival Internacional de Montreux ". Sin embargo, este nuevo nombre dura solo dos ediciones ya que el Festival de Jazz de Montreux ya se ha consolidado como una marca antes el público.
En la década de 1990, el festival se expandió gradualmente en la ciudad y en los muelles con muchos conciertos gratuitos y se abrió a nuevos géneros musicales como la música electrónica y el hip-hop . En 1991 se realizaron las primeras grabaciones de conciertos en alta definición en el Festival de Jazz de Montreux. Ese año, Claude Nobs se asoció con Quincy Jones, quien coprodujo el festival tres veces en 1991, 1992 y 1993. En 1999, el festival rompió todos sus récords de asistencia al cruzar la barrera de 220 000 visitantes . El mismo año, Claude Nobs desarrolla el compromiso cultural y educativo del festival fundando el concurso de piano solo, rápidamente reconocido a nivel internacional.
Hasta  su edición número 40, el festival ha tenido más de cuatro mil artistas, entre grupos y solistas,  que han presentado su trabajo en el marco del festival.